# Batrochoglanis villosus
Batrochoglanis villosus es una especie de peces de la familia Pseudopimelodidae en el orden de los Siluriformes.

## Morfología
• Los machos pueden llegar alcanzar los 14,8 cm de longitud total.

## Hábitat
Es un pez de agua dulce y de clima tropical.

## Distribución geográfica
Se encuentran en Sudamérica: río Demerara y  cuencas de los ríos  Esequibo, Orinoco y  Amazonas.